# Hear My Music
Albums de Jimi Hendrix
Martin Scorsese Presents The Blues: Jimi Hendrix
(2003) Live at the Isle of Fehmarn
(2005)
Hear My Music est un album de Jimi Hendrix sorti en 2004. Entièrement instrumental, c'est le septième volume proposé par Dagger Records.

## Contenu
Slow Version et Trashman sont des versions de travail de ce qui deviendra Midnight (un titre qui sera publié dans un premier temps sur War Heroes). Alan Douglas avait utilisé les bandes de Trashman pour créer le premier titre de l'album Midnight Lightning. 
Drone Blues et Jimi/Jimmy Jam furent publiées en 1980 sur l'album Nine to the Universe dans des versions éditées par Alan Douglas. Les jams sont ici restaurées dans leur intégralité. Le personnel de Jimi/Jimmy Jam reste incertain : si la présence de Jim McCarty du Buddy Miles Express est avérée, l'identité du bassiste varie selon les sources. 
Ezy Ryder/Star Spangled Banner et Blues Jam at Olympic sont des instrumentaux du Jimi Hendrix Experience.
Jam 292 avait été publiée dans un premier temps sur Loose Ends. Une autre prise de ce blues est présente sur l'album Blues. 
La suite constituée de Message To Love, Gypsy Blood et Valleys of Neptune est jouée sans accompagnement. Message To Love est encore embryonnaire. La structure du refrain est toutefois reconnaissable. Gypsy Blood est plus dans l'esprit de Have You Ever Been (To Electric Ladyland). Valleys of Neptune est pour le coup tout à fait embryonnaire. 
Enfin, le dernier titre présente une version inédite de Valleys of Neptune où Jimi Hendrix joue les accords de sa composition inachevée au piano. 

## Les titres
1. Slow Version - 4:56
2. Drone Blues - 8:29
3. Ezy Ryder/Star Spangled Banner - 10:17
4. Jimi/Jimmy Jam - 16:59
5. Jam 292 - 5:22
6. Trash Man - 7:23
7. Message To Love - 2:36
8. Gypsy Blood - 1:24
9. Valleys Of Neptune [Guitar] - 3:59
10. Blues Jam at Olympic - 5:10
11. Valleys of Neptune [Piano] - 3:05

## Les musiciens
- Jimi Hendrix : guitare, piano (11 uniquement)
- Jim McCarty : guitare (4)
- Sharon Layne : piano (5)
- Inconnu : trompette (5)
- Noel Redding : basse (1, 3, 6, 10)
- Billy Cox : basse (2, 5)
- Roland Robinson ou Dave Holland : basse (4)
- Mitch Mitchell : batterie (1, 3-6, 10)
- Rocky Isaac : batterie (2)
- Al Marks : percussions (2)